# Бендир
Бендир (на арабски: بندير) е наименование на вид дайре, разпространено в Северна Африка и Средния Изток. За разлика от дайрето, бендирът няма зилове, а най-често е с примка (обикновено се прави от черва). Струните са опънати в кръгла, подобна на барабан, мембранна кутия с размери 14-16 инча и най-често са три на брой. Свири се, като инструментът се поставя във вертикално положение чрез вкарване на палеца на лявата ръка в специална дупка в рамката и има по-скоро бръмчащ вибрационен звук, използван за ритъм, отколкото за мелодия. Рамката е дървена.
Използва се при специални церемонии на суфии. В Египет най-често се използва барабан с рамка, подобен на бендир, който се нарича тар, и се различава по това, че не разполага с примка.